# Betty Field
Betty Field est une actrice américaine, née à Boston (Massachusetts, États-Unis) le 8 février 1913, morte d'une hémorragie cérébrale à Hyannis (Massachusetts, États-Unis) le 13 septembre 1973.

## Biographie
Après sa formation à l'American Academy of Dramatic Arts de New York, Betty Field débute au théâtre en Angleterre, dans deux pièces jouées entre 1931 et 1934, When Knights were bold et She loves me not — l'un de ses partenaires dans la seconde est Joshua Logan, qu'elle retrouvera plus tard comme réalisateur. Elle joue ensuite à Broadway, très régulièrement, de 1934 à 1971, notamment dans des pièces du dramaturge Elmer Rice (1892-1967), son premier époux.
Au cinéma, elle apparaît de 1939 à 1968. Son dernier film est Un shérif à New York, avec Clint Eastwood. Dans l'intervalle, elle aura comme partenaires John Wayne, Marilyn Monroe, Burt Lancaster, Ann Bancroft ou Elizabeth Taylor, entre autres.
Pour la télévision, elle participe à des séries entre 1950 et 1968.

## Filmographie partielle

### Au cinéma

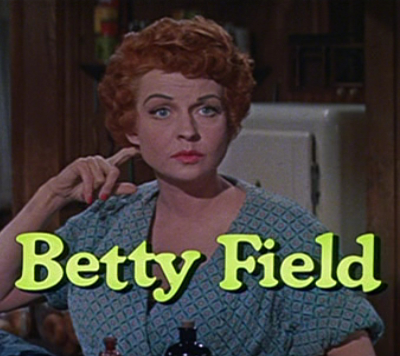
Dans Arrêt d'autobus (1956).

- 1939 : Des souris et des hommes (Of Mice and Men) de Lewis Milestone
- 1940 : Seventeen de Louis King : Lola Pratt
- 1940 : Passion sous les tropiques (Victory) de John Cromwell
- 1941 : Le Retour du proscrit (The Shepherd of the Hills) de Henry Hathaway
- 1941 : Blues in the Night d'Anatole Litvak
- 1942 : Madame exagère (Are Husbands Necessary?) de Norman Taurog
- 1942 : Crimes sans châtiment (King Row) de Sam Wood
- 1943 : Obsessions (Flesh and Fantasy) de Julien Duvivier
- 1944 : Les Hommes de demain (Tomorrow, the World!) de Leslie Fenton
- 1945 : L'Homme du Sud (The Southerner) de Jean Renoir
- 1949 : Le Prix du silence (The Great Gatsby) d'Elliott Nugent
- 1955 : Picnic de Joshua Logan
- 1956 : Arrêt d'autobus (Bus Stop) de Joshua Logan
- 1957 : Les Plaisirs de l'enfer (Peyton Place) de Mark Robson
- 1959 : Le Vagabond des Bois Maudits (Hound-Dog Man) de Don Siegel
- 1960 : La Vénus au vison (BUttefield 8) de Daniel Mann
- 1962 : Le Prisonnier d'Alcatraz (Birdman of Alcatraz) de John Frankenheimer
- 1966 : Frontière chinoise (7 Women) de John Ford
- 1968 : Un shérif à New York (Coogan's Bluff) de Don Siegel

### À la télévision (séries)
- 1960 : Les Incorruptibles (The Untouchables), première série, Saison 1, épisode 22 La Dame aux oiseaux (The White Slavers)
- 1960 : Alfred Hitchcock présente (Alfred Hitchcock presents), saison 6, épisode 3 A Very Moral Theft
- 1960-1962 : Route 66, épisodes The Swan Bed (1960), The Mud Nest (1961) et Across Walnuts and Wine (1962)
- 1963 : Suspicion (The Alfred Hitchcock Hour), épisode The Star Juror
- 1964 : Les Accusés (The Defenders), épisode A Taste of Ashes

## Théâtre
Pièces jouées à Broadway, sauf mention contraire.
- 1931-1932 : When Knights were bold de Charles Marlowe (Bristol, Grande-Bretagne)
- 1933-1934 : She loves me not de (et mise en scène par) Howard Lindsay, avec Joshua Logan (Londres, Grande-Bretagne)
- 1934-1935 : Page Miss Glory de Joseph Schrank et Philip Dunning, avec James Stewart
- 1937 : Angel Island de Bernie Angus, mise en scène et produite par George Abbott
- 1937-1938 : Room Service d'Allen Boretz et John Murray, mise en scène et produite par George Abbott, avec Eddie Albert, Sam Levene (pièce adaptée en français sous le titre Adieu Berthe et, en outre, adaptée au cinéma en 1938)
- 1938 : If I were you de Paul Hervey Fox (en) et Benn W. Levy, avec Bernard Lee
- 1938-1939 : What a Life de Clifford Goldsmith, mise en scène et produite par George Abbott, avec Butterfly McQueen
- 1939 : The Primrose Path de Robert Buckner et Walter Hart, mise en scène et produite par George Abbott, avec Helen Westley
- 1939 : Ring Two de Gladys Hurlbut, mise en scène et produite par George Abbott, avec Gene Tierney
- 1940 : Two on an Island d'Elmer Rice, sur une musique de scène de Kurt Weill, avec Howard Da Silva, Martin Ritt
- 1940-1941 : Flight to the West d'Elmer Rice, avec Paul Henreid, Karl Malden, Hugh Marlowe
- 1943 : A New Life d'Elmer Rice, avec John Ireland
- 1943-1948 : La Voix de la tourterelle (The Voice of the Turtle) de (et mise en scène par) John Van Druten, avec Elliott Nugent (Alan Baxter en alternance)
- 1945-1946 : Dream Girl d'Elmer Rice, avec Wendell Corey
- 1949-1950 : The Rat Race de (et mise en scène par) Garson Kanin (adaptée au cinéma en 1960)
- 1951 : Not for Children d'Elmer Rice, avec J. Edward Bromberg, Elliott Nugent
- 1951-1953 : The Fourposter de Jan de Hartog, mise en scène par José Ferrer, avec Burgess Meredith
- 1953 : The Ladies of the Corridor de Dorothy Parker et Arnaud d'Usseau, avec Walter Matthau
- 1955 : Festival de Bella et Samuel Spewack, avec Paul Henreid, Pat Hingle
- 1958 : La Valse des toréadors (The Waltz of the Toreadors) de Jean Anouilh, avec Melvyn Douglas
- 1958-1959 : La Marque du poète (A Touch of the Poet) d'Eugene O'Neill, avec Helen Hayes, Eric Portman
- 1959 : A Loss of Roses de William Inge, mise en scène par Daniel Mann, avec Warren Beatty
- 1963 : Étrange intermède (Strange Interlude) d'Eugene O'Neill, mise en scène par José Quintero, avec Jane Fonda, Ben Gazzara, Pat Hingle, Geraldine Page, Franchot Tone
- 1966 : Where's Daddy ? de William Inge, avec Beau Bridges
- 1971 : All Over d'Edward Albee, mise en scène par John Gielgud, avec Jessica Tandy